# Lesonice (ort i Tjeckien, Södra Mähren)
Lesonice är en ort i Tjeckien.   Den ligger i regionen Södra Mähren, i den sydöstra delen av landet, 180 km sydost om huvudstaden Prag. Lesonice ligger 270 meter över havet och antalet invånare är 180.
Terrängen runt Lesonice är platt. Runt Lesonice är det ganska tätbefolkat, med 78 invånare per kvadratkilometer. Närmaste större samhälle är Ivančice, 11,9 km norr om Lesonice. Trakten runt Lesonice består till största delen av jordbruksmark.